# 嚴家淦
嚴家淦（1905年10月23日—1993年12月24日），中華民國政治人物，乳名雨蓀，初名靜波，號蘭芬。後改名家淦，字靜波，江蘇吳縣人，祖籍浙江鄞縣（今寧波市），中國國民黨籍，歷任中華民國政府重要職務，為財經專家。曾任經濟部部長、財政部部長、行政院院長和副總統。
1947年—1950年嚴家淦擔任臺灣省財政廳廳長期間，廢除恶性通货膨胀的舊臺幣，確立新臺幣政策，有「新臺幣之父」的稱譽。之後不斷晉升，先後擔任臺灣省政府主席、美援會主委、國軍退除役官兵輔導委員會主任委員、臺灣銀行董事長、中國石油董事長。
1975年4月5日蔣中正總統過世後，嚴家淦依法繼任第5任總統，任職至1978年。但其為人恭慎，在位期間亦甚少主導國家政務，主要尊重中國國民黨主席兼行政院院長蔣經國的施政。

## 生平

### 早年經歷

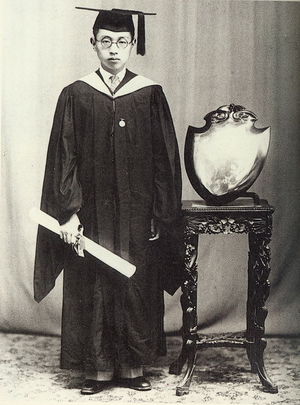
嚴家淦聖約翰大學畢業照。

嚴家淦早年就读于江蘇省木渎小学（今江蘇省木渎實驗小学），1926年毕业于上海聖約翰大學:129。1931年，曾任京沪杭甬铁路管理局材料處长。

### 戰時經歷
1938年，任福建省政府建设厅长，致力整修公路與河道以使因為進口糧食的口岸被日軍佔領而混亂的省內交通得以繼續。次年任财政厅长，負責籌措戰時財政，取消70多種雜稅，改善省內財政，之後福建省每年預算平衡而無赤字發生，並為解決福建省糧食供應問題和因應法幣通膨問題首創“田賦徵實”制度，也就是不繳稅金改以繳納實物即農作物的方式折抵，以避免農民在市場上受到物價波動損失或遭人囤積抬價。次年經由財政部在全國統一推動實施:129。1945年，出任戰時生產局採辦部長，辦理美國租借法案和中英、中加借款案。

### 戰後時期
1945年10月16日，國民政府派嚴家淦為台灣省行政長官公署交通處處長，原任徐學禹免職:7860-7861。10月24日，台灣省行政長官兼台灣警備總司令陳儀，偕同行政長官公署交通處處長嚴家淦等，由上海飛抵台北履新:7871。10月25日，嚴家淦應受降典禮籌備處之邀，參加在臺北市公會堂（今中山堂）舉行的日本投降簽字儀式。次年嚴家淦改任臺灣省財政處處長，負責接收日產，重建省內財政的工作，並且擔任改制後臺灣銀行的首任董事長:129。與霧峰林家交好。
1947年二二八事件爆發之際，臺灣長官公署秘書長葛敬恩、民政處長周一鶚、財政處長嚴家淦、工礦處長包可永等陳儀在福建時期舊部被臺灣人團體指責為陳儀周遭貪官污吏之「四兇」，導致政治黑暗、糧穀外流、人民無米為炊，被指名要求究辦。當時，嚴家淦正好出差在台中參加彰銀改組的股東大會，獲林獻堂即時收容他躲到霧峰林家屋頂避難。
1947年4月29日，行政院首次政務會議，通過臺灣省政府各委員及各廳長人選，任命丘念台、嚴家淦、許恪士、楊家瑜、林獻堂、朱佛定、杜聰明、馬壽華、劉兼善、李翼中、南志信、游彌堅、朱文伯、陳啓清為台灣省政務委員，以丘念台兼民政廳長、嚴家淦兼財政廳長、許恪士兼教育廳長、楊家瑜兼建設廳長、李翼中兼社會處長:8344。

### 財政改革

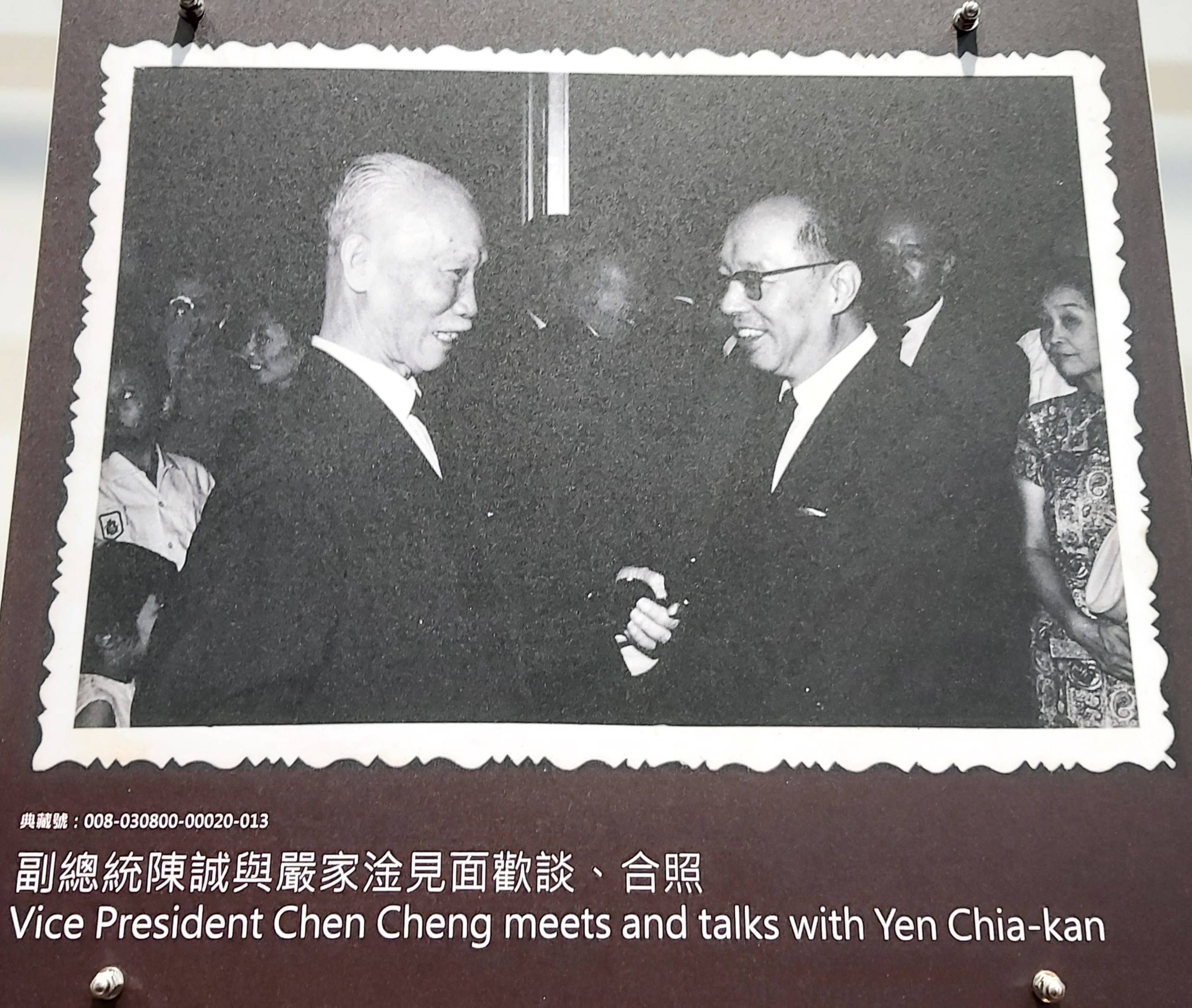
副總統陳誠與嚴家淦的合影

嚴家淦鑑於當時臺灣財政混亂，宣布中央政府在財政整理期間，暫不劃分中央與地方收支，中央軍費並且按月撥發；另外專案辦理省內國防建設法，並暫准臺灣銀行發行臺幣。並先後劃分省與縣市的田賦收入為7與3之比，廢止日治時代的印花稅，降低筵席稅、實施新制印花稅，委託臺灣銀行在臺灣實行公庫制度，並逐步建立各鄉鎮的公庫網路。遂一手策劃發行新臺幣，其上司陳儀、陳誠，都很欣賞他辦事之能力:129。於財政廳廳長任內，嚴家淦也在台北成立台北扶輪社並擔任創社社長。嚴家淦建議陳誠改革幣制，廢除舊臺幣、發行新臺幣、實行金圓券跟新台幣隔離，因此被稱為「新台幣之父」。开始推动统一发票于全台，也是他财政部长任内起
1949年6月15日，新臺幣正式發行，以4萬元舊臺幣換1元新臺幣，切斷臺灣與中国大陆財政聯繫，並且利用高利率政策吸收市場流動資本，有效降低通货膨胀及物價混亂。12月7日，中華民國政府遷台。12月6日，台灣省政府委員兼民政廳廳長朱佛定，委員兼財政廳廳長嚴家淦，委員兼教育廳廳長陳雪屏，委員兼建設廳廳長楊家瑜，呈請辭職，朱佛定、嚴家淦、陳雪屏、楊家瑜均准免本兼各職。

### 財政部部長
1950年1月，擔任經濟部部長；3月，轉任財政部部長，任內與國防部協商，撙節軍事經費，改革過去軍隊浮報員額，增加費用的惡習。1951年11月時，編製完成40年度中央政府總預算，次年並且重新訂定會計年度制度，實施稅捐統一稽徵條例，釐訂財政金融政策，確立現代預算制度。同時也協助時任行政院院長陳誠，推動公地放領與耕者有其田等土地政策。

### 省主席

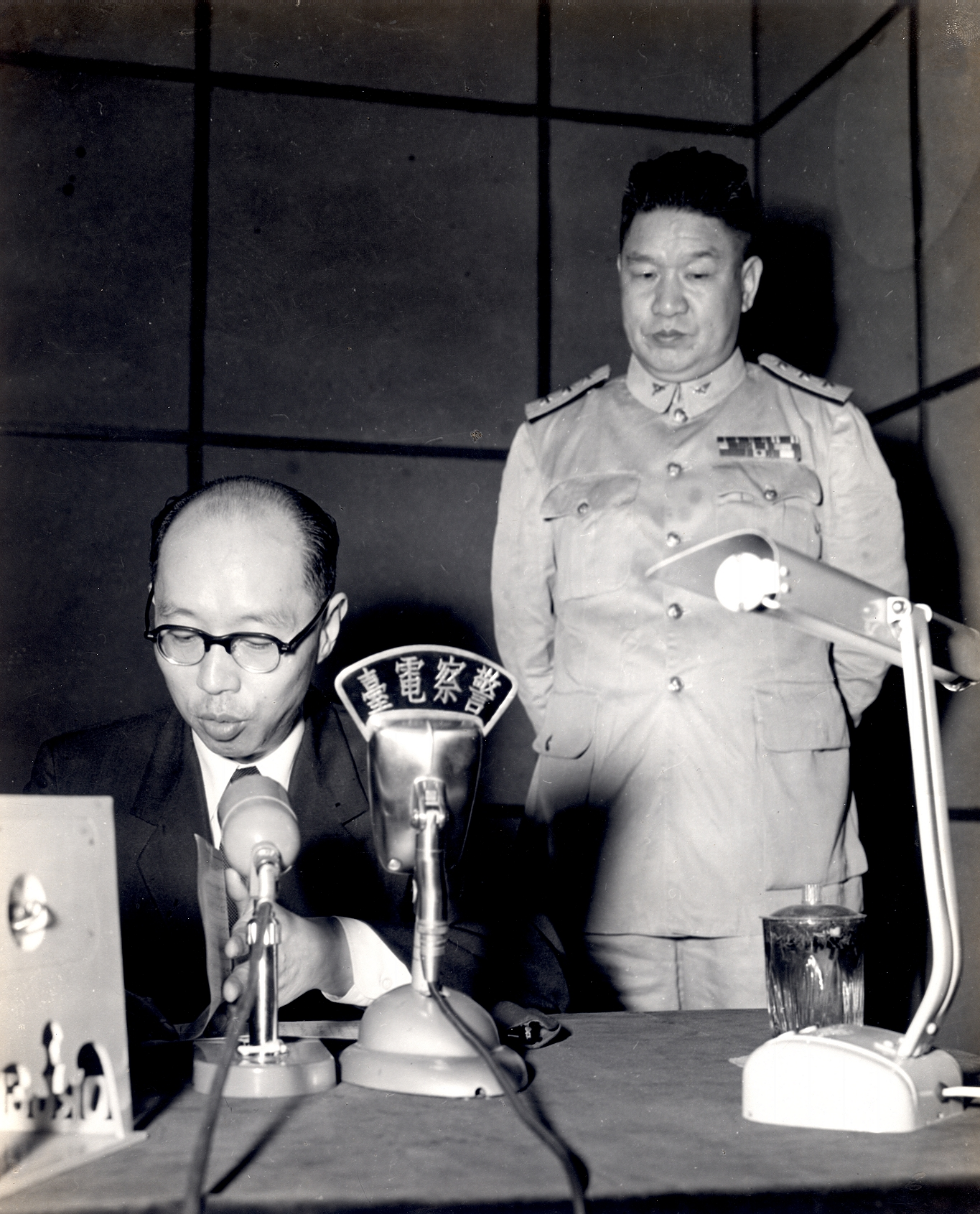
民國45年(1956)，臺灣省政府主席嚴家淦（左）透過臺灣省警察廣播電臺宣達戶口普查命令

1954年6月，臺灣省政府改組，嚴家淦為臺灣省政府主席:77兼保安司令，任內致力推動臺灣財經發展，並主持省府遷往南投縣，仿照英国伦敦新市鎮造鎮模式，開闢建設中興新村，順利完成臺灣省政府的疏遷工作。

### 回任財政部
1958年3月，財政部部長徐柏園因故去職，由嚴家淦回任。此後嚴家淦在任5年9個月，連同之前4年2個月的任期，擔任財長長達約10年之久。在第二次任期當中推動更大規模的財政改革，具體形成「十九點財經改革措施」，以及影響深遠的獎勵投資條例。

### 行政院院長

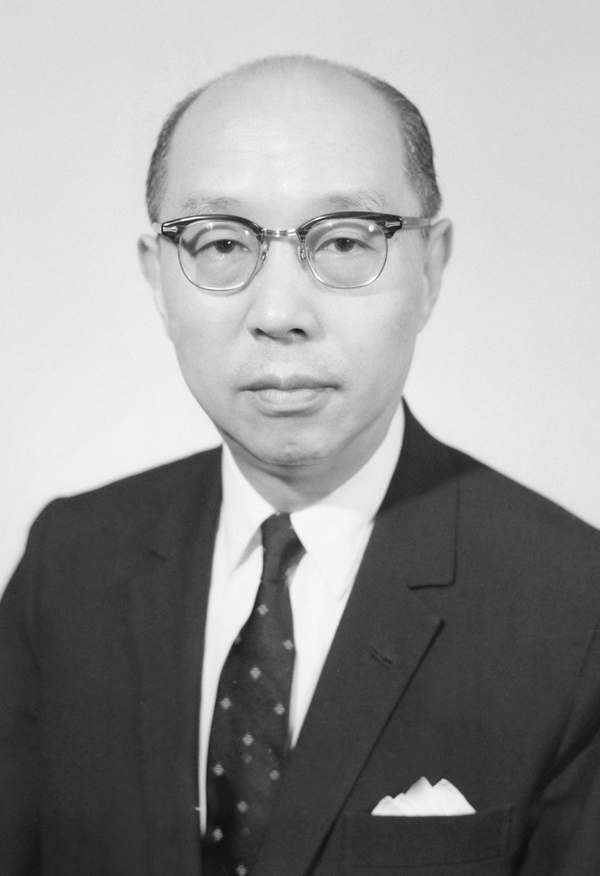
行政院官方肖像

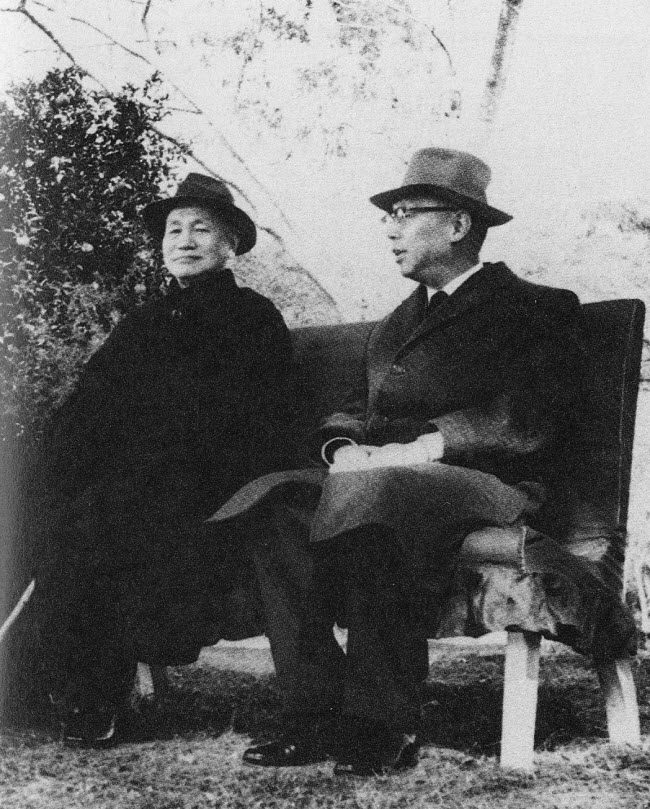
蔣中正與嚴家淦

1963年12月，嚴家淦出任行政院院長:129。1964年12月，訪問韓國。:109

### 副總統與繼任總統
1966年3月10日，蔣經國函電宋美齡：

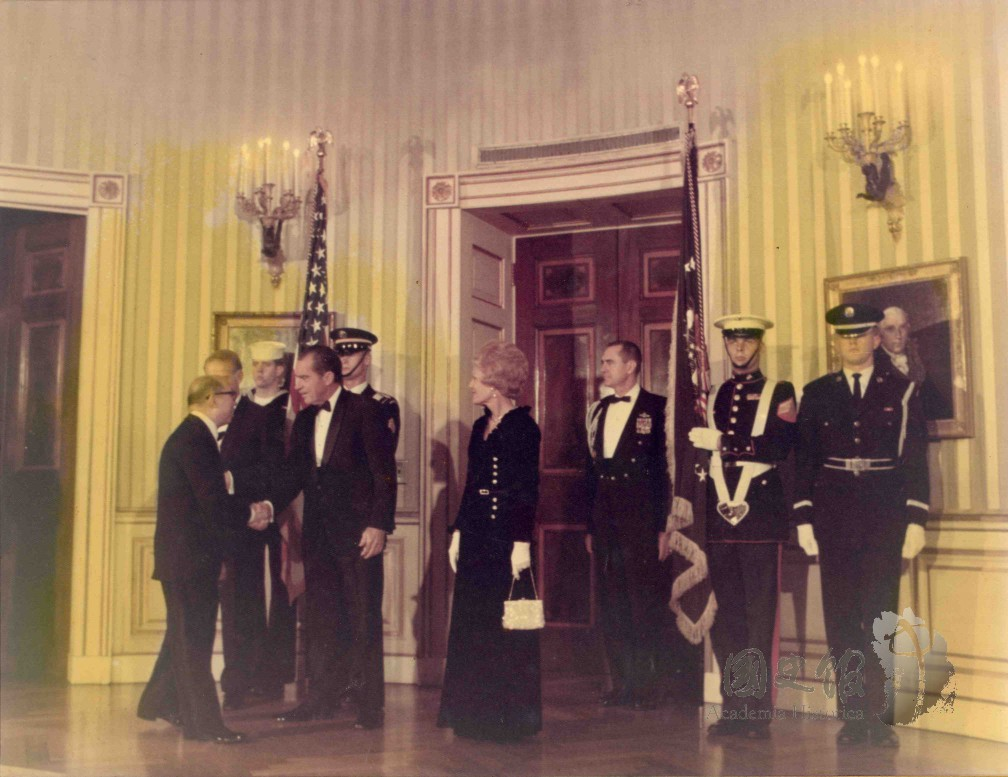
1970年10月24日，副總統兼行政院院長嚴家淦參加新任美国总统理查德·尼克松於白宮舉行之國宴

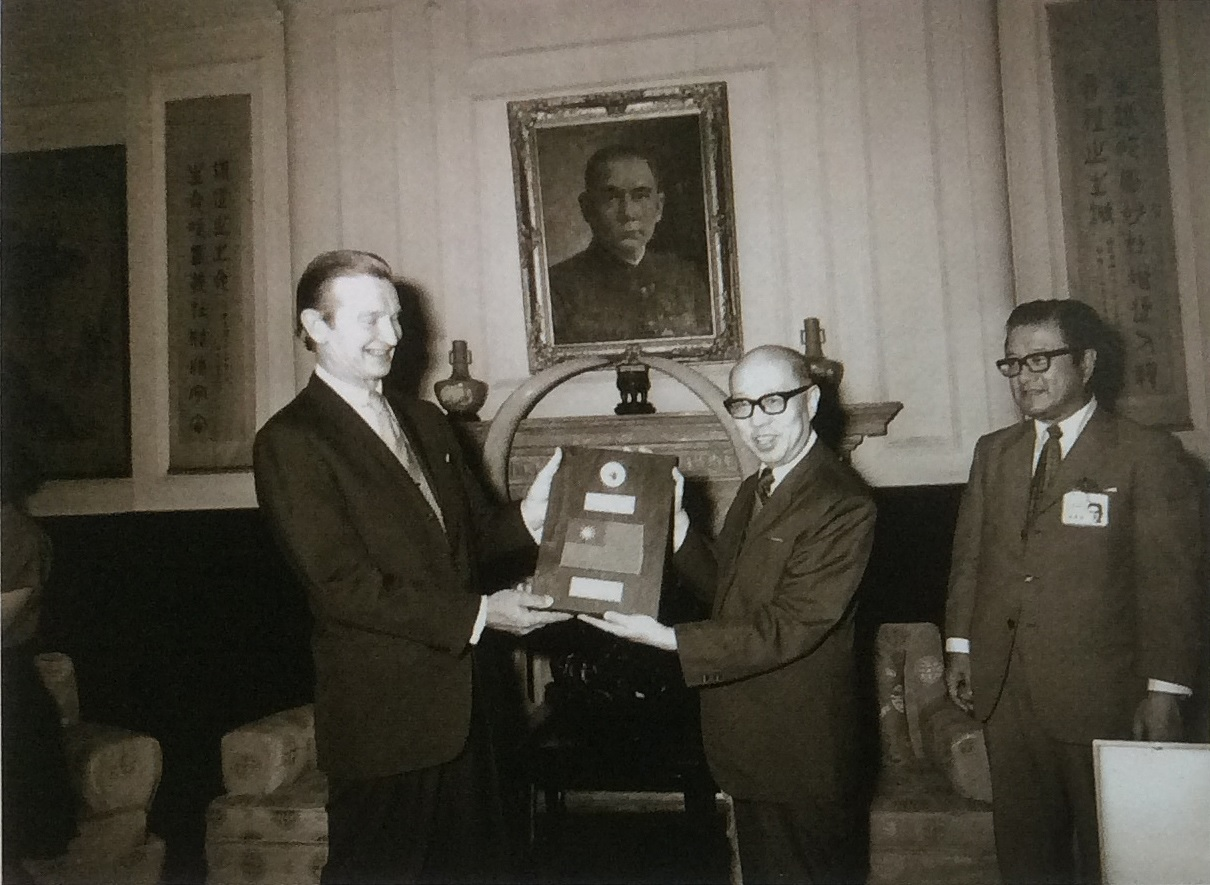
1973年7月20日，副總統嚴家淦接受美國大使马康卫贈送的月球岩石

「……中全會一致選父親為總統候選人父親提嚴家淦先生為副總統候選人已經全會通過謹聞敬祝福體康泰兒經國謹稟三月十日」:283

3月22日，蔣經國函電宋美齡：

「……今國大會議出席代表一四一六人嚴院長以七八二票當選為副總統謹聞敬請福安兒經國謹稟三月廿二日」:285

嚴家淦成為中華民國首位文人副總統。
1967年5月6日到5月26日，與夫人訪問美國，和林登·约翰逊總統會晤。隨行人員包括：經濟部部長李國鼎、外交部政務次長沈錡暨夫人、行政院國際經濟合作發展委員會祕書長陶聲洋等。並前往阿灵顿国家公墓獻花致意、謁甘迺迪之墓。之後亦參訪派屈克空軍基地、肯尼迪航天中心、紐約聯合國大廈等地。訪問期間爭取到美援停止之後，各項經濟合作計畫，使美方同意加強科技交流，在駐華大使館中，設立科技參事，中華民國政府則在行政院之下，成立國家科學委員會，以促進產業升級。7月，銜命代表蔣介石總統參加中華民國、美國、日本、韓國領袖在韓國漢城（今名首爾）舉行的非正式會議。
1968年1月4日，訪問泰国:748。
1970年代表中華民國出席联合国大会。
1971年代表中華民國前往越南共和国首都西貢，參加阮文紹的總統就職典禮。
1972年3月3日與秘密回台的台灣獨立運動家辜寬敏會面。:107-108，3月21日經國民大會選舉，連任第五任副總統，並卸下行政院院長一職交由蔣經國接任。1974年接見來台查找金九相關史料的韓國記者孫忠武，並親手揮毫書法贈之。
1975年4月5日，蔣中正病逝，依《中華民國憲法》規定，由副總统嚴家淦繼任總統。4月6日上午11時，嚴家淦宣誓就任總統。嚴家淦成為中華民國首位文人總統。任內由於十大建設的重要建設正在進行，台灣經濟發展相當蓬勃，社會秩序相對穩定。同年6月18日推動防禦飛彈的設計、試造、試驗、測驗、試飛及生產等製程規劃之「長安計畫」。1977年7月9日訪問沙特阿拉伯，成為中華民國政府遷台後首位出訪邦交國的總統。
1978年5月20日，嚴家淦正式卸下總統職務，卸任後獲邀擔任中華文化復興運動推行委員會會長。1979年8月28日，宋美齡函電蔣經國，建議：

「……故宮博物院之文物確為國家文化精髓匯萃所文物經綸之寶庫平日事務由葉副主任委員又蔣院長處理當稱穩妥主任委員之主要任務領銜為主旨顧嚴靜波先生中西學問均佳對藝術亦有興趣尤其對攝影極有獲得且無論資格經歷可綽綽勝任聘任極為適宜母八月廿八日」:41

嚴家淦因而再任國立故宮博物院管理委員會主任委員這項名譽職務，1990年3月間先後辭卸。
由於其總統在任時間僅三年，屬過渡性質，加上行政院院長蔣經國出任中國國民黨主席一職掌握黨政實權，因此外界通常上把他擔任總統的時期，計算入蔣經國的統治時期。

## 逝世
1986年9月間，嚴家淦在主持會議當中腦溢血突發，送醫急救。1993年12月24日晚上因長期中風，導致心臟衰竭逝世，病逝於臺北榮民總醫院，享壽88歲。1994年1月22日在台北榮民總醫院懷遠堂舉行大殮儀式、家祭後，即進行移靈禮，隨後在大直三軍大學中正堂舉行奉安典禮，治喪大員在門外迎靈，總統李登輝到場致祭，行政院院長連戰等政要亦向嚴氏致最後敬意。治喪大員執紼，並嗚放二十一響禮炮，以示尊敬。下葬於臺北縣汐止鎮（今新北市汐止區）之五指山國軍示範公墓特勳區。總統李登輝明令褒揚，全文如下：　
|  | 前總統嚴家淦，資質貞敏，學識淹貫。夙綰列曹，悉昭令績。試新硎於八閩，存盛績於三臺。洊升經濟、財政部部長暨台灣省政府主席，奠經濟建設之丕基，成貨幣金融之偉業；懋績孔昭，群倫共仰。嗣膺大命，出任行政院院長，綜理百揆，率行中道，政通人和，八紘向化；德業並懋，聲望益隆。國民大會第四次會議，膺選第四任副總統，仍兼行政院院長，輔佐元首，淵謨深運，碩德殊勳，中外咸欽。秩滿連任，辭卸院務，迺以全力，股肱宸極。先總統 蔣公崩逝，依憲法規定，繼任總統，勤慎奉職，有為有守；乂安斯土，儀型萬方；亮節高風，輝耀千古。遽聞殂落，震悼曷極。應予明令褒揚，以示政府崇禮賢哲之至意。 總 統 李登輝 行政院院長 連 戰 |

嚴家淦也曾經是歷任總統中最長壽的一位（88歲）；直到2020年7月30日始由李登輝（97歲）超越。

## 評價
嚴家淦氣度雍容，做事細心，待人接物，和藹可親，常以「退一步想」和「易地而處」作為做人治事準則:513-523。蔣中正認為他「外圓內方，公正無私」:18。他言行一致，作事條理，尤善於記憶數字，以此來支持其政治觀點，因「數字是不說謊的語言」:129。
前監察院院長王作榮曾形容嚴家淦是他遇見過兩位聰明絕頂的人之一（另一人為台塑企業創辦人王永慶）:6。

## 軼事
據國史館出版的郭宗清上將回憶錄《大風將軍》一書透露：嚴總統在主持軍方的簡報時，對於桌上的「極機密」資料，在離去時還放在桌面沒有帶走，行政院院長蔣經國見狀馬上告訴他：「這些資料請你帶回去好了」；孰料嚴家淦卻當場推辭說 :「不、不、不、我不要帶」，謹慎行事的風格表露無遺。
苏州木渎严家花园（前名羡园），为严氏故居；嚴氏來臺後長住於原臺灣銀行總裁宿舍，現為國定古蹟。
嚴氏常在深度思考時播放貝多芬的《第九號交響曲》。嚴家淦為迄今單一任期最長的行政院院長，前後共執政3,090天（8年5個半月）。

## 家庭
妻
原配妻子葉淑英，1922年6月奉父母之命在苏州结婚，次年因難產过世。第二任妻子劉期純，1924年12月14日在上海结婚，結婚长度达70年，兩人育有五兒四女。
子女
- 長子嚴雋榮，上海商業儲蓄銀行董事。
- 次子嚴雋森，美籍華人，美東華人學術聯誼會第四屆會長（1979年－1981年）。
- 三子嚴雋同，美籍華人，千橡中文學校、康谷華協創辦人之一。
- 四子嚴雋泰，曾任唐榮公司總經理、中華工程創辦人和前董事長，2016年獲蔡英文總統聘任為中華民國總統府國策顧問。
- 五子嚴雋建，曾投稿於科學月刊雜誌社。
- 長女嚴雋華，上海復旦大學畢業。
- 次女嚴雋菊（Nora），嫁給弗吉尼亚大学已故政治學教授冷紹烇，冷紹烇生前是維大康普頓講座教授，亦做過蔣經國國際交流基金會諮詢委員。
- 三女嚴雋芸，國立臺灣大學農化系畢業。
- 四女嚴雋荃，嫁給東海大學經濟系博士、前美國花旗銀行副董事長賈培源。因思念亡妻嚴雋荃，賈培源先生特別在東海大學女生宿舍打造荃園，捐建一座雅緻花園，將一首詩鐫刻在斜躺水道的石版上（因六十多年前，他常在東海大學女生宿舍門口站崗[28]）。

孫
- 三子育有一女

族姪女
- 嚴雋琪、原上海市副市长、全国人大常委会副委员长、中国民主促进会主席。

## 荣誉

### 本國
- 二等卿云勋章（1963年6月6日[29]）
- 采玉大勳章

### 外國
- 钻石大十字级太陽勳章（祕魯，1970年4月8日）[30]
- 保國勳章（越南共和國，1965年8月15日）[31]